# تاکاهیرو سکینه
تاکاهیرو سکینه (انگلیسی: Takahiro Sekine؛ زادهٔ ۱۹ آوریل ۱۹۹۵) بازیکن فوتبال اهل ژاپن است.
از باشگاه‌هایی که در آن بازی کرده‌است می‌توان به باشگاه فوتبال اوراوا رد دیاموندز اشاره کرد.
وی همچنین در تیم ملی فوتبال زیر ۲۰ سال ژاپن بازی کرده‌است.